# Crevant

Crevant este o comună în departamentul Indre, Franța. În 1 ianuarie 2022 avea o populație de 706 de locuitori.